# Гарди, Дадли
Дадли Гарди (англ. Dudley Hardy, (* 15 января 1867 г. Шеффилд, Великобритания; † 11 августа 1922 г. Лондон) — английский художник, иллюстратор, плакатист. Известность приобрёл в 1890-е годы как мастер плакатного искусства, исполненного в стиле классический модерн.

## Жизнь и творчество
Родился в семье художника-мариниста Томаса Гарди (1842—1897). Отец был и его первым учителем рисования. Ещё в юные годы отец отправляет его учиться живописи в Германию, в Дюссельдорф. Здесь юноша в 1880—1882 годы посещает начальные классы в Дюссельдорфской академии искусств. Затем будущий художник следующие два года обучается в Париже у Рафаэля Коллена и в Антверпене, в местной Художественной академии в Шарля Верла. После возвращения в Лондон начинает вести жизнь свободного художника, работавшего для различных британских газет и журналов. С 1885 года принимает участие в выставках Королевской академии художеств, в 1889 году с жанровым полотном «Sans Asile» о бездомном на Трафальгарской площади участвует в парижском Салоне. В том же году вступает в Королевское общество британских художников, и в 1893 году участвует в выставке общества.
Как живописец Д.Гарди обращался к самым различным темам. Созданное им в 1889 году полотно «Dock Strike» о забастовке портовых рабочих показывает его интерес к социальным проблемам. Как портретист он создаёт картину, изображающую Сару Бернар. Пейзажи Д.Гарди посвящены преимущественно местностям Ближнего Востока, Северной Африки и Бретани. Для лондонских газет он делает иллюстрации к проходившему в Судане в это время восстанию махдистов. Под влиянием французских мастеров плакатного искусства Жюля Шере и Адольфа Виллетта Гарди создаёт в 1890-е годы целую серию театральных плакатов, для лондонских театра Гайети на Вест-Энде и затем — для театра Савой. Работал также над созданием рекламных плакатов. Изменив конфигурацию и объёмность графики, стал одним из основоположников современного плакатного искусства. Около 1900 года Гарди выпускает серию художественных открыток-карикатур. В 1897 году в становится членом «Королевского общества художников-акварелистов». 1 апреля 1898 года Д.Гарди, совместно со своим другом Джорджем Чарльзом Гейтом и другими художниками основывает «Лондонский скетч-клуб». председателем которого и состоял в 1902—1903 годах.

## Галерея
- Рекламный плакат для мылаSunlight Soap, 1909
- Воин гвардии, плакат для спектакля в постановке D’Oyly Carte Opera Company в театре Савой, 1897
- Танцовщица театра Гайети, плакат
- Дама в вечернем платье перед зеркалом
- В лагере на Ниле, акварель (1917)
- Влюблённый лев, ок. 1890.

## Дополнения
- Dudey Hardy, Биографические данные на портале rkd.nl